# Hromovec (region)
Hromovec – podregion w śródgórskim obniżeniu na Słowacji o nazwie Spišsko-šarišské medzihorie (Šariš).
Jest to długi i wąski pas wzniesień ciągnących się od Starej Lubowli w kierunku południowo-wschodnim do miejscowości Kamenica. Oddziela podregiony Jakubianska brázda (na zachodzie) i Ľubotínska pahorkatina (na wschodzie). Znajduje się w zlewisku dwóch mórz, biegnie bowiem przez  niego Wielki Europejski Dział Wodny. Potoki w części północnej są w dorzeczu Popradu (zlewisko Bałtyku), potoki w części południowej w dorzeczu Torysy (zlewisko Morza Czarnego). Najwyższym wzniesieniem jest Hromovec (894 m).
Podregion Hromovec jest w większości porośnięty lasem. W jego północnej części znajduje się uzdrowisko Ľubovnianske kúpele,  grzbietem południowej części prowadzi szlak turystyczny.
Szczyty: Pustá hora (719 m),  Vysoka (771 m), Vysoka (842 m), Sivý Kameň (717 m), Suchý vrch (720 m), Hromovec (894 m), Lažcík (768 m), Holý hrb (726 m), Gardoška (767 m), Kňazová (824 m), Demianka (728 m), Hrádok (637 m) (637 m), Rohov (679 m), Bálažka (643 m)

## Szlak turystyczny
Lipany – Bálažka – sedlo Bálažka – Putnov – Demianka – Kňazová – Vislanka – Ďurková